# Polizeiruf 110: Geliebter Mörder
Geliebter Mörder ist ein deutscher Kriminalfilm von Christiane Balthasar im Auftrag des rbb aus dem Jahr 2008. Es ist die 291. Folge innerhalb der Filmreihe Polizeiruf 110 und der zwölfte Fall für Hauptmeister Horst Krause und der achte Fall für seine Partnerin Johanna Herz.

## Handlung
Brigitte Pohl meldet ihre Tochter Maria als vermisst. Kommissarin Johanna Herz und ihr Kollege Hauptmeister Horst Krause suchen gemeinsam im Wald nach dem Kind. Krauses Hund Vera schlägt an und es findet sich Maries Hund tot in einer Schonung liegend.
Herz informiert sich in der JVA nach dem Straftäter Jens Schrader, der in Kürze nach erfolgreicher Therapie wieder auf freien Fuß gesetzt werden soll. Er saß acht Jahre wegen eines pädophilen Vergehens und hatte in letzter Zeit Freigang, um sich auf die Zeit nach seiner Inhaftierung vorzubereiten. Johanna Herz ist davon überzeugt, dass Schrader die zwölfjährige Marie entführt und möglicherweise sogar ermordet hat. Sein Therapeut erklärt ihr jedoch, mit welchen Therapien sie in der Klinik arbeiten und dass er davon überzeugt ist, dass von Schrader keine Gefahr mehr ausgeht. Er erhalte Medikamente, die seinen Sexualtrieb auf nahezu Null reduzieren würden.
Krause befragt in der Zwischenzeit Maries Freunde, ob sie wüssten, wo das Mädchen sein könnte. Eines der Kinder meint, sie hätte den Freund ihrer Mutter angerufen um abgeholt zu werden, aber am Ende sei sie mit dem Bus gefahren. Maries Mutter hatte sich von ihrem Mann getrennt und lebt jetzt mit Frank Tornow zusammen, der in der Klinik arbeitet, in der Schrader therapiert wird. Krause spricht auch mit Maries Vater, den er persönlich kennt. Jürgen Pohl meint, dass Frank Tornow seiner Tochter etwas angetan haben könnte. Die beiden hätten sich nicht vertragen und Maria sei ihm im Wege gewesen.
Mittlerweile sind drei Tage seit dem Verschwinden des Kindes vergangen und die Polizei tritt mit ihren Ermittlungen auf der Stelle. Beide Verdächtigen haben für die Zeit des Verschwindens von Maria ein Alibi, wobei Kommissarin Herz das von Schrader nicht stichhaltig erscheint. Zudem hat er eine Verlobte, die ihr gegenüber bestätigt hatte, dass sie beide miteinander schlafen würden, was Herz zu denken gibt.
Nachdem im Badesee des Ortes ein Auto geborgen wird, das nach Überprüfung Frank Tornow gehört, gerät er unter massiven Verdacht. Er gibt jedoch an, seinen Wagen vor kurzem an Jens Schrader verkauft zu haben. Dieser wird daraufhin vorsichtig observiert, in der Hoffnung Marie noch lebend zu finden. Johanna Herz nimmt dieser Fall sehr stark mit, da sie selber gerade erst Großmutter geworden ist. So findet sich tatsächlich in Schraders leerstehendem Elternhaus Maries Versteck. Schrader hat sich mit ihr in dem Keller verschanzt und nimmt sich beim Eintreffen der Polizei das Leben. Kurz zuvor hatte er seiner Verlobten gestanden, das Kind im Wald getroffen zu haben. Er wollte ihr nichts tun, aber als sich plötzlich Leute näherten, hatte er Angst bekommen, weil er wüsste, was sie denken würden. Er hatte Angst, dass die ganzen letzten Jahre der Therapie umsonst waren. Es stellt sich heraus, dass seine Verlobte heimlich seine Medikamente gegen wirkungslose Naturpräparate ausgetauscht hatte.
Marie kann relativ unverletzt befreit werden.

## Hintergrund
Geliebter Mörder wurde im Auftrag des RBB von der „ANTAEUS Film- und Fernsehproduktionsgesellschaft mbH“ produziert. Die Dreharbeiten erfolgten in Blankensee (Trebbin), Gröben (Ludwigsfelde), Ludwigsfelde, Berlin-Wannsee und Potsdam. Die Erstausstrahlung erfolgte am 3. Februar 2008 im Ersten zur Hauptsendezeit.

## Kritik
Rainer Tittelbach von tittelbach.tv wertet anerkennend: „Eine etwas angestrengte Auflösung des Falls ist der Preis für einen ungewöhnlich sensiblen Krimi mit hohem Empathiewert, der dem Alltag nachspürt und sich den Luxus erlaubt, sich Zeit zu nehmen und mit sehr wenig Verdächtigen auszukommen. Christiane Balthasar gelingt es gut, die angespannte, zunehmend bedrückende Stimmung in atmosphärische Bilder zu tauchen. Der Schluss ist politisch korrekt und es ist gut so. Autorin Daniela Mohr liegt weder etwas daran, die moderne Sexualtherapie zu diffamieren, noch geht sie sorglos mit den Ängsten von Eltern um, die ihre Kinder geschützt wissen wollen.“
Die Kritiker der Fernsehzeitschrift TV Spielfilm vergaben die bestmögliche Wertung (Daumen nach oben) und schrieben: „Rundum stimmig, mit überraschendem Finale“.